# الشوقبى (الظهار)

تعديل مصدري - تعديل

الشوقبى محلة تابعة لقرية العدن الاسفل، التابعة لعزلة ثواب الاسفل بمديرية الظهار إحدى مديريات محافظة إب في الجمهورية اليمنية.، بلغ تعداد سكانها 94 حسب تعداد اليمن لعام 2004.